# Дедюлин, Николай Александрович
Никола́й Алекса́ндрович Дедю́лин (1848/1849—1912) — русский судебный деятель, сенатор, первоприсутствующий в департаменте герольдии.

## Биография
Происходил из потомственных дворян Ярославской губернии Дедюлиных. Родился 31 декабря 1848 (12 января 1849) года в имении Никольское Ярославской губернии, в семье Александра Яковлевича Дедюлина.
По окончании Александровского лицея, 25 мая 1868 года поступил на службу по Министерству юстиции и в том же году был командирован в распоряжение Виленского генерал-губернатора.
В 1870 году поступил кандидатом на военно-судебные должности в только что открытый Виленский военно-окружный суд. В 1871 году был назначен помощником военного прокурора Виленского военно-окружного суда, а в 1877 году — временно исполняющим должность военного прокурора этого суда — до возвращения в 1880 году военного прокурора, командированного в действующую армию. В 1880 году он был переведён в Харьковский военно-окружный суд.
В 1884 году вернулся в Министерство юстиции и был назначен товарищем прокурора Таганрогского окружного суда, где заведовал 1-м участком города Ростова-на-Дону. В 1887 году был переведён товарищем прокурора в Новгородский суд, а в 1890 году — на ту же должность в Петербургский суд, где заведовал участками: царскосельским, 4-м столичным и по особо-важным делам.
В 1892 году, по случаю болезни прокурора Псковского окружного суда, был командирован к исполнению обязанностей прокурора этого суда. В декабре того же года назначен был прокурором Пермского окружного суда, а в 1896 году перемещен на ту же должность при Курском окружном суде. В том же 1896 году был назначен прокурором Петербургского окружного суда, а в 1898 году — прокурором вновь открываемой Ташкентский судебной палаты. В 1901 году был назначен старшим председателем этой палаты. 
С 1 января 1898 года — действительный статский советник, с 1906 — тайный советник.
Был назначен 28 июня 1906 года сенатором, с оставлением в должности старшего председателя Ташкентской судебной палаты. В следующем году был назначен к присутствованию в 1-й департамент Сената, а позже в соединенном присутствии 1-го и кассационных департаментов и в Высшем дисциплинарном присутствии. В 1910 году проводил ревизию учреждений военного ведомства Киевского и Одесского военных округов; 20 декабря 1910 года именным Высочайшим указом был назначен первоприсутствующим в департамент герольдии, где состоял до дня своей смерти 31 мая (13 июня) 1912 года. Похоронен в селе Моковесово Ярославской губернии.

## Награды
- орден Св. Станислава 2-й ст. (1878)
- орден Св. Анны 2-й ст. (1883)
- орден Св. Владимира 3-й ст. (1895)
- орден Св. Станислава 1-й ст.
- орден Св. Анны 1-й ст.
- орден Св. Владимира 2-й ст.

## Семья
Был женат на Елене Николаевне Яхонтовой (1863—?). Их дети:
- Александр (1883—?) — офицер Лейб-Гвардии Волынского полка; 5 апреля 1909 года женился на дочери генерал-майора Марии Петровне Соловьёвой
- Алексей (1884—?)
- Николай
- Владимир (1894—1915) — подпоручик лейб-гвардии Преображенского полка, георгиевский кавалер.
- Наталья, в замужестве Рахманова.